# ルコック探偵
『ルコック探偵』（ルコックたんてい、Monsieur Lecoq ）は、1869年に発表されたエミール・ガボリオの長編推理小説。
ルコック刑事とタバレ先生が登場する最後の長編推理小説である。この話では、ルコックが捜査を買って出るが暗礁に乗り上げ、素人探偵の老人タバレに相談する。

## 物語
パリの居酒屋で深夜、悲鳴と三発の銃声が聞こえる。警察官が駆けつけると、3人の男が死んでおり、銃を持った一人の男がいた。容疑者は正当防衛を主張、若い刑事ルコックはベテランのアブサンと組んで捜査を担当する。しかし、容疑者に裏をかかれてばかりで、ついには移送中に見失い、行方が分からなくなる。ルコック氏は師匠のタバレ老人に相談した。

## 主な登場人物

### 第一部
- シュパン未亡人 - 事件現場の酒屋の女将。
- ギュスターヴ - 3人の被害者のうち、名前が判明している人物。
- ラシュヌール - 3人の被害者を酒場に呼んだとみられる人物。
- メイ - 現場で発砲された銃を持っていた男。道化師だといい、正当防衛を言い立てる。
- モーリス・デスコルバル - 判事。冒頭で足を骨折し退場。
- セグミュレ - 判事。骨折したデスコルバルに代わり、事件の担当となる。
- セルムーズ公爵 - 逃亡したメイが姿を消した邸宅の主。
- ジェヴロール - パリ警視庁の警部。ルコックやアブサンの上司。
- ルコック - 元前科者の刑事。第二長編「書類百十三」から探偵役を務めている。
- アブサン - ベテラン刑事。ルコックの相棒だが、助手の役割に近い。
- タバレ - 第一長編「ルルージュ事件」の探偵役。第六長編の本作では、自宅で謎解きをする。

### 第二部
- シュパン - 酒屋の亭主。
- セルムーズ公爵 - セルムーズの元領主。国に土地を没収されていたが、体制が代わり復権した。
- ラシュヌール - セルムーズの領主代行。公爵の土地を二十年間、管理してきた。
- ジャン・ラシュヌール - ラシュヌール の息子。二十歳になり海外から帰国した。
- マリー・アンヌ - ラシュヌールの娘。複数の青年から想いを寄せられる。
- マルチアル・セルムーズ - セルムーズ公爵の息子。
- モーリス・デスコルバル - 若き日のデスコルバル判事。デスコルバル男爵の息子。
- ブランシュ・クルトミュー - クルトミュー侯爵の娘。マリー・アンヌの親友。
- シャンルイノー - セルムーズの郷士。マリー・アンヌの求婚者。
- ミドン司祭 - セルムーズの聖職者。病人の治療から揉め事の相談など一手に引き受ける。村の実力者で領民から頼りにされている。

## 特徴
物語は、二部構成になっている。第一部で事件の捜査と解決、第二部で事件の背後にある過去の回想が描かれる

## 日本語訳書の書誌情報
- 「ルコック探偵」（1929年、改造社、世界大衆文学全集、田中早苗訳）
- 「ルコック探偵」（1979年、旺文社文庫　松村喜雄訳）[3]